# Mezinárodní hudební festival Leoše Janáčka

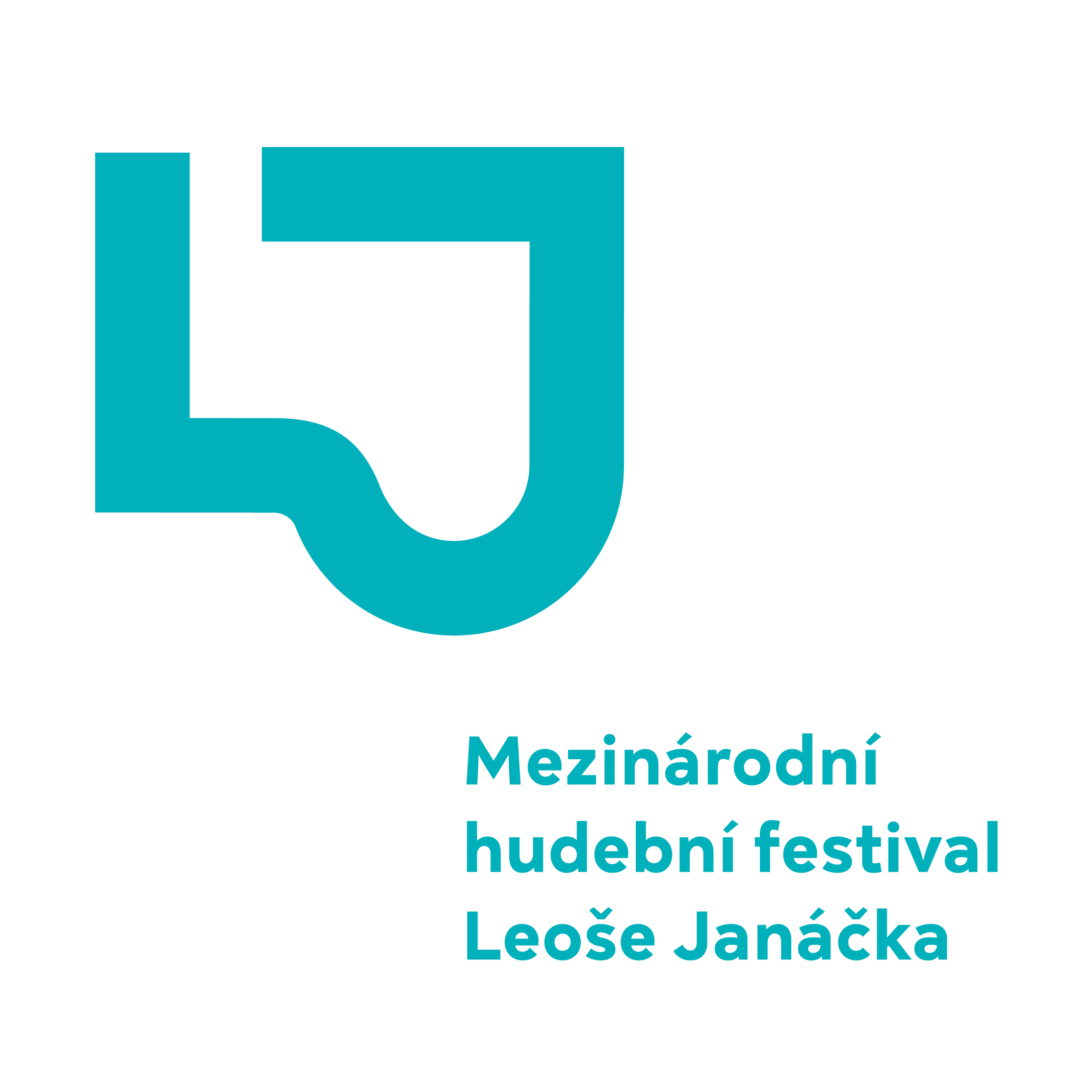
Logo MHF Leoše Janáčka

Mezinárodní hudební festival Leoše Janáčka (do roku 2017 pod názvem MHF Janáčkův Máj) se koná každoročně od roku 1976 v několika městech Moravskoslezského kraje. Je věnován především propagaci díla Leoše Janáčka a klasické hudbě, ale nabízí také jazz, mluvené slovo a tanec. MHF Leoše Janáčka je členem Evropské festivalové asociace (EFA) a Asociace hudebních festivalů ČR, partnerem Institutu umění – Divadelního ústavu v Praze a dalších profesionálních organizací a institucí.

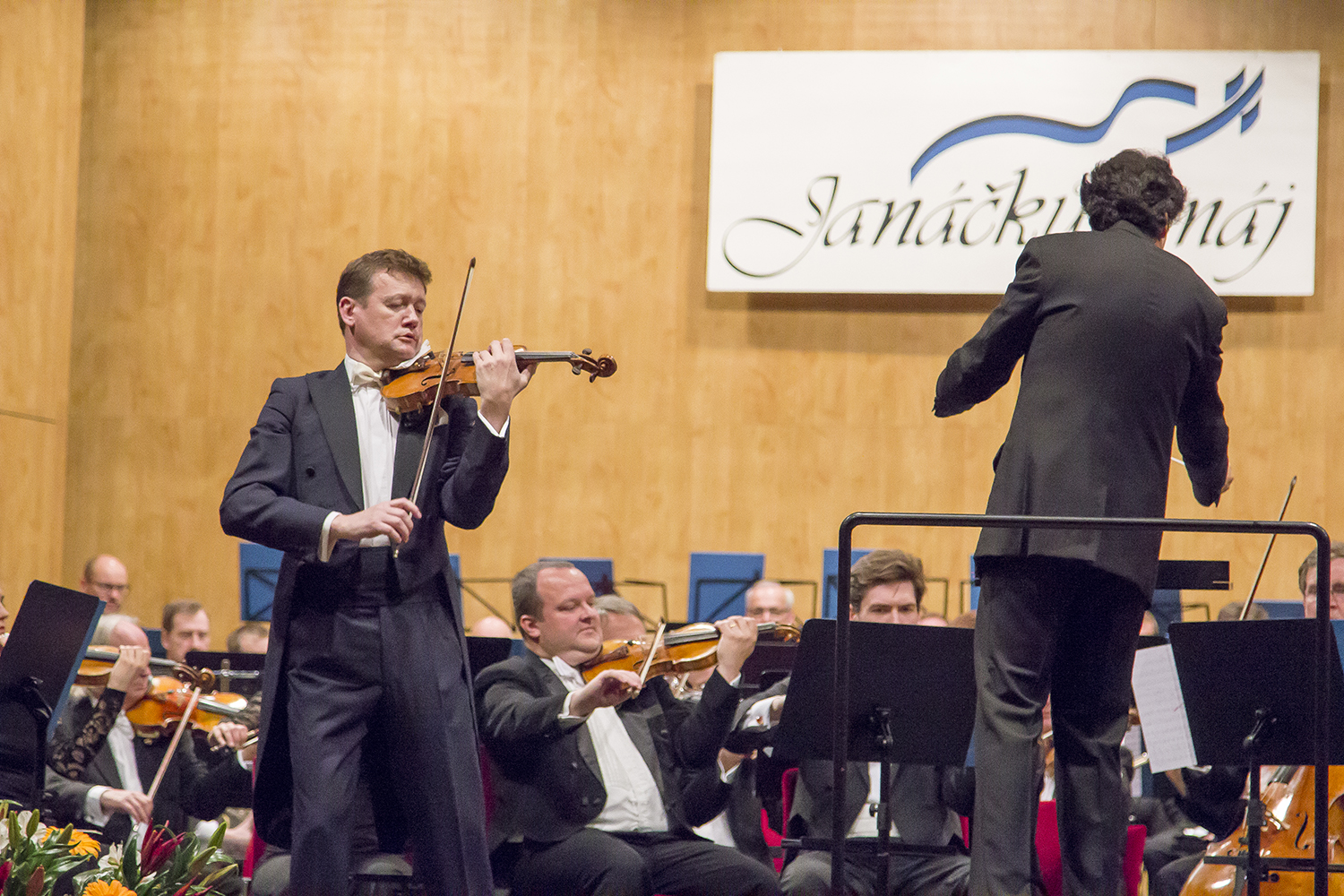
Zahajovací koncert v roce 2016

## Popis
MHF Leoše Janáčka navazuje na dlouholetou tradici janáčkovských festivalů v Ostravě a Moravskoslezském kraji. Na základě dosažených výsledků, úspěchů a zkušeností MHF Janáčkovy Hukvaldy a MHF Janáčkův Máj vznikl roku 2018 u příležitosti 90. výročí úmrtí Leoše Janáčka, jejich sloučením jeden festival: "Mezinárodní hudební festival Leoše Janáčka / Leoš Janáček International Music Festival".
Hlavními středisky festivalu jsou Ostrava a Hukvaldy - místa úmrtí a narození Leoše Janáčka. Koncerty se konají v dalších 9 městech a obcích Moravskoslezského kraje. Festival je pevně ohraničen daty zahájení a závěru: 28. 5. – 1. 7. 2019. Programovou náplní festivalu je prezentace děl Leoše Janáčka na co nejvyšší umělecké úrovni, propagace české hudební tvorby jak současné, tak meziválečné a neprávem opomíjené. To vše v kontextu vývoje světové hudební kultury.

## Organizátor a partneři festivalu
Organizátorem festivalu je obecně prospěšná společnost Janáčkův Máj, která je zodpovědná nejen za produkční, ale rovněž ekonomické zajištění festivalu. Ředitelem festivalu je Jaromír Javůrek.
Festival se koná za finanční podpory Statutárního města Ostravy, Moravskoslezského kraje a Ministerstva kultury ČR. Záštitu nad festivalem pravidelně uděluje ministr kultury ČR. Záštitu nad celým festivalem i jednotlivými koncerty tradičně uděluje hejtman Moravskoslezského kraje, primátor města Ostrava a jeho náměstci a starostové obcí a měst, ve kterých se festival koná.